# Zolfo Springs
Zolfo Springs – miasto w Stanach Zjednoczonych, w stanie Floryda, w hrabstwie Hardee.